# Qataria
Qataria es un género de foraminífero bentónico de la familia Spirocyclinidae, de la superfamilia Loftusioidea, del suborden Loftusiina y del orden Loftusiida. Su especie tipo es Qataria dukhani. Su rango cronoestratigráfico abarca desde el Cenomaniense superior hasta el Turoniense (Cretácico superior).

## Discusión
Clasificaciones previas incluían Qataria en el suborden Textulariina del orden Textulariida o en el orden Lituolida.

## Clasificación
Qataria incluye a la siguiente especie:
- Qataria dukhani †